# Angeborene Subclavian-Steal-Sequenz
Die Angeborene Subclavian-Steal-Sequenz ist eine sehr seltene angeborene Gefäßfehlbildung mit einer Anomalie des Gefäßabganges einer Arteria subclavia mit der Folge einer Minderdurchblutung des Armes der gleichen Seite.
Synonyme sind: Angeborenes Subclavian-Steal-Syndrom; Subklavia-Anzapf—Syndrom, kongenitales; kongenitales Pulmonal-Subklavia-steal-Syndrom
Die Erstbeschreibung stammt aus dem Jahre 1963 durch den indischen Kardiologen Rashid A Massumi, eine genaue Systematik erfolgte 1979 durch B. E. Victoria und Mitarbeiter.

## Verbreitung
Die Häufigkeit ist nicht bekannt, bislang wurde über deutlich weniger als 100 Betroffene berichtet.

## Klinische Erscheinungen
Klinische Kriterien sind:
- Minderdurchblutung eines Armes mit Blutdruck- und Pulsdifferenz
- Beim Arcus aortae dexter(nach rechts verlagertem Aortenbogen) meist die linksseitige Arteria subclavia
- Strömungsgeräusch über der betroffenen Arterie
- fast immer angeborene Herzfehler
- nur selten neurologische Auffälligkeiten

Hinzu kann eine Ohrmuschelfehlbildung oder Choanalatresie kommen.

## Differentialdiagnose
Abzugrenzen sind andere Formen des Subclavian-Steal-Syndroms.: